# Antonino Mendes
Antonino Afonso Martins Mendes (Figueiró dos Vinhos, 1938 - Caldas da Rainha, 19 de maio de 2013), foi um professor e escultor português.

## Biografia
Diplomado em Escultura pela Escola Superior de Belas-Artes de Lisboa, Antonino Mendes foi professor do ensino secundário e, nos últimos onze anos de atividade letiva foi Coordenador do Departamento de Artes Plásticas da Escola Superior de Artes e Design de Caldas da Rainha e professor de Escultura nesta Escola.
Em 1987 foi-lhe atribuído o Prémio Gustavo Cordeiro Ramos da Academia Nacional de Belas Artes.
Antonino Mendes foi co-fundador do Simpósio Internacional de Escultura em Pedra (SIMPPETRA), em 1986.
Esteve ainda na génese das Bienais Internacionais de Escultura e Desenho das Caldas da Rainha.
Manteve uma colaboração permanente nas actividades desenvolvidas no Centro de Artes das Caldas da Rainha.
Participou em diversos simpósios de Escultura em Pedra, entre outros eventos nacionais e internacionais.

## Obra
Antonino Mendes tem esculturas públicas e monumentos nas Caldas da Rainha (Monumento ao Emigrante, inaugurado em 3 de agosto de 2001), Alcanena, Póvoa de Varzim, Figueira da Foz e no Museu de Arte ao Ar Livre de Pedvale, na Letónia (Axis Mundi).
Está representado no Museu Luís de Camões, em Macau, no Museu José Malhoa, nas Caldas da Rainha, e no Museu de Arte Contemporânea da Bienal de Cerveira, em Vila Nova de Cerveira.